# Apleurotropis lalori
Apleurotropis lalori är en stekelart som beskrevs av Girault 1938. Apleurotropis lalori ingår i släktet Apleurotropis och familjen finglanssteklar. Inga underarter finns listade i Catalogue of Life.